# 수프얀 스티븐스
수프얀 스티븐스(Sufjan Stevens, 1975년 7월 1일 ~ )는 미국의 싱어송라이터이다.